# Manuel Antín
Manuel Carlos Antin (Las Palmas, 27 de febrero de 1926-Buenos Aires, 5 de septiembre de 2024) fue un novelista, dramaturgo, poeta y director de cine argentino. Es principalmente conocido por su carrera cinematográfica, durante la cual realizó 12 largometrajes de ficción, entre 1960 y 1982, entre los que se destacan La cifra impar y Don Segundo Sombra.
En 1983, durante la presidencia de Raúl Alfonsín, fue designado director del Instituto Nacional de Cine y Artes Audiovisuales. Dirigió la Universidad del Cine, una academia de estudios universitarios que fundó en 1991. Fue miembro de la Academia de las Artes y Ciencias Cinematográficas de la Argentina.

## Biografía
Su primer vínculo con el cine lo tuvo como coguionista en los cortometrajes de Rodolfo Kuhn, Contracampo (1958) y Luz, cámara, acción (1959). En 1962 dirigió su primer largometraje, La cifra impar, basado en el cuento Cartas de Mamá de Julio Cortázar. En dos de sus siguientes películas trabajará nuevamente sobre textos de este escritor: Circe (1964) e Intimidad de los parques (1965). En el medio, adapta al cine su propia novela inédita Los venerables todos (1962) con Lautaro Murúa, Fernanda Mistral y Walter Vidarte, que se convierte en su segundo largometraje y es un ícono del estilo de cine de los años '60 llevado al Festival de Cannes. El filme no llegó a estrenarse y permaneció perdido durante décadas, hasta que un hallazgo fortuito permite su restauración y estreno en el Festival Internacional de Cine de Mar del Plata en 2015. A lo largo de los años '60 la filmografía de Antín se vincula con el movimiento del cine argentino conocido como Generación del '60, el cual estaba relacionado estéticamente con la «nouvelle vague» francesa.
También en los años sesenta realizó una serie de documentales destinados a la televisión titulada Los argentinos, dedicados a personalidades argentinas como Benito Quinquela Martín, Ernesto Sabato, Bernardo Houssay, Amadeo Carrizo y Leopoldo Torre Nilsson, entre otros. En dos oportunidades intentó llevar al cine la novela Adán Buenosayres, de Leopoldo Marechal, pero diversas autoridades del Instituto de Cine negaron el crédito necesario para la producción.
En los años setenta realiza La sartén por el mango, para la televisión y a continuación comienza su ciclo de películas históricas: Don Segundo Sombra llega en 1969, siendo adaptación de la novela homónima de Ricardo Güiraldes; luego seguida por Juan Manuel de Rosas en 1972 y Allá lejos y hace tiempo, en 1978. Entre ellas, rueda la adaptación al cine de la obra de teatro La sartén por el mango de Javier Portales. Su última película fue La invitación estrenada en 1982, a partir de una novela de la gran escritora Beatriz Guido.
Desde 1983 y hasta el fin del gobierno de Raúl Alfonsín, dirigió el Instituto Nacional de Cine y Artes Audiovisuales, dando con su gestión empuje al cine argentino que se recuperaba después de la última dictadura cívico-militar argentina (1976-1983). Durante esos años ochenta el cine argentino alcanza una gran difusión mundial a través de muestras y de la participación en festivales internacionales. Además, Antín logró que en el primer decreto firmado por Alfonsín como presidente se anule la censura que durante años aplicó el Ente de Calificación Cinematográfica al cine nacional e internacional estrenado en el país, principalmente de la mano de su director, el censor Miguel Paulino Tato. Antín favoreció también el desarrollo de coproducciones con varios países, principalmente con España.
En 1991 fundó la Universidad del Cine, institución dedicada a la enseñanza de las artes cinematográficas en la que se formaron muchos de los actuales directores del cine argentino.
En 2011 recibió el premio Cóndor de Plata a la trayectoria, otorgado por la Asociación de Cronistas Cinematográficos de la Argentina, y en julio de 2018 obtuvo el reconocimiento a la trayectoria como cineasta otorgado por la DAC (Directores Argentinos Cinematográficos) en su 60.º aniversario.
En noviembre de 2019 se realizó un semana de actividades en Casa de América (Madrid), en homenaje a las diversas facetas de su carrera, y Antín participó de tres coloquios: uno con el escritor Alan Pauls sobre cine y literatura, otro con la periodista Mariángeles Fernández y el cineasta Diego Sabanés sobre la colaboración creativa con el escritor Julio Cortázar y con el guionista Nicolás Saad, y el último con la directora Lupe Pérez García y la gestora cultural Andrea Guzmán sobre el aporte de las escuelas de cine en la formación de los directores.

### Actividad como novelista, dramaturgo y poeta
En su juventud trabajó como guionista de televisión en ciclos como El amor tiene cara de mujer y en revistas de historietas publicadas por la Editorial Abril, donde coincidió con autores destacados del género, como el siempre vigente Héctor Germán Oesterheld.
Escribió dos novelas: Alta la luna y Los venerables todos (que sería luego llevada por él mismo al cine). Cómo dramaturgo escribió piezas de teatro como El ancla de arena, Una ficticia verdad, No demasiado tarde, La desconocida en el bar y La sombra desnuda. 
En su obra poética se destacan: La torre de la mañana, Sirena y espiral y Poemas de dos ciudades.

## Filmografía

### Director
- La invitación (1982)
- Allá lejos y hace tiempo (1978)
- La sartén por el mango (1972)
- Juan Manuel de Rosas (1972)
- Don Segundo Sombra (1969)
- Ese milagro llamado Racing (1967) Cortometraje 18 minutos 22 segundos.
- Castigo al traidor (1966)
- Psique y sexo (1965) Episodio: La estrella del destino.
- Intimidad de los parques (1965)
- Circe (1964)
- La cifra impar (1962)
- Los venerables todos (no estrenada comercialmente - 1962)
- Biografías (corto - 1960)

### Guionista
- La invitación (1982)
- Allá lejos y hace tiempo (1978)
- La sartén por el mango (1972)
- Juan Manuel de Rosas (1972)
- Don Segundo Sombra (1969)
- Castigo al traidor (1966)
- Psique y sexo (1965)
- Intimidad de los parques (1965)
- Circe (1964)
- La cifra impar (1962)
- Los venerables todos (no estrenada comercialmente - 1962)
- Biografías  (corto - 1960)
- Luz, cámara, acción (corto - 1959)
- Contracampo (corto - 1958)

### Productor
- Somos los mejores (1968)

## Premios y distinciones
Festival Internacional de Cine de Venecia
| Año  | Categoría         | Película       | Resultado |
| ---- | ----------------- | -------------- | --------- |
| 1962 | Mejor ópera prima | La cifra impar | Ganadora  |

- Cóndor de Plata al Mejor Director 1962 por La cifra impar
- Cóndor de Plata al Mejor Director 1969 por Don segundo sombra
- Cóndor de Plata al Mejor Guion Adaptado 1969 por Don segundo sombra
- Premio Leopoldo Torre Nilsson de la Fundación Cinemateca Argentina a la trayectoria, 1986
- Orden de las Artes y las Letras del Gobierno de Francia, 1987
- Premio Vittorio de Sica por su contribución al arte cinematográfico, 1988
- Premio Konex en la disciplina "Administradores públicos" por su trayectoria como director del INCAA, 1988.
- Grado de Comendador del Gobierno de Italia, 1988
- Premio Reforma Universitaria de la Universidad Nacional de la Plata, 1991
- Gran Premio a la Trayectoria del Fondo Nacional de las Artes, 1993
- Cóndor de Plata a la Trayectoria de la Asociación de Cronistas Cinematográficos de la Argentina, 2011
- Personalidad destacada de la Ciudad Autónoma de Buenos Aires en el ámbito de la cultura por la Legislatura de la Ciudad Autónoma de Buenos Aires, 2019[4]
- El Festival Internacional de Cine de la UBA otorgó el título de doctor honoris causa de la Universidad de Buenos Aires a Manuel Antin. Julio 2023. Este título honorífico, es otorgado a personalidades que han realizado importantes contribuciones en sus respectivos campos, reconoce la excelencia, la trayectoria, el impacto y el compromiso social y político.  Se trata de la máxima distinción otorgada por la UBA[5]